# エキサイトKEIRIN
『エキサイトKEIRIN』（エキサイトケイリン）は、TBSラジオが制作する競輪の中継番組である。KEIRINグランプリ（2009年まで）及びGIの決勝戦（2008年まで）を生中継する。
2008年まではJRN32局ネットで放送されていたが、最終的にはCBC・ABCとの3局ネットに縮小され2010年以降は行われていない。

## 出演者

### 解説
- 緒方浩一

### 実況
- 清原正博
- 清水大輔

### アシスタント
- 宮原あつき
- 半田あい